# 郁姫
郁姫（いくひめ、文化4年3月5日（1807年3月29日） - 嘉永3年3月29日（1850年5月10日））は、五摂家筆頭の近衛家当主で関白・近衛忠熙の正室。別名興子。子は近衛忠房、常磐井堯熙、水谷川忠起。近衛文麿、近衛秀麿は曾孫、細川護熙、近衛忠煇は来孫にあたる。

## 生涯
文化4年（1807年）に薩摩藩主・島津斉宣の娘として江戸高輪島津藩邸にて誕生した。母は側室・お百十の方（宝樹院）。文政8年（1825年）に近衛忠熙と婚約した。忠熙と婚約した頃は、父の斉宣は隠居の身であったため、藩主の兄斉興の養女となり、名も郁姫から島津興子に改めて近衛家に嫁ぐこととなった。この輿入れの際に、上臈として郁姫に随行したのが幾島（当時は藤田）である。
斉興の側室・お由羅の方に、妹の勝姫（松平康寿室）と共に養育され、由羅は実母同然に振舞ったといわれる。
忠煕との間に三子・忠房、常磐井堯熙、水谷川忠起を儲けるも、嘉永3年（1850年）3月29日に死去した。享年43。
郁姫の息子・忠房は甥で薩摩藩主・島津斉彬の養女・貞姫を正室に迎えている。

## 登場作品
テレビドラマ
- 篤姫（2008年、NHK大河ドラマ） - 演：早川ゆり

## 補注
1. 1 2  常磐井家譜
2. 1 2  水谷川家譜